# سلوکوس دوم
سلوکوس دوم کالی‌نیکوس (به یونانی: Σέλευκος Β' Καλλίνικος) پادشاه سلوکی میان سال‌های ۲۴۶ تا ۲۲۵ (پیش از میلاد) بود. لقب وی(کالی‌نیکوس) در یونانی معنای فاتح درخشان را می‌دهد. همچنین وی را( پوگون) به معنای ریشو نیز خوانده‌اند.

## زندگی
پس از مرگ آنتیوخوس دوم، ملکه لائودیک، همسر مطلقه شاه با پیش دستی پسر خردسال برنیس را کشت و خود ملکه هم در محوطه مقدس دافنه در شهر انطاکیه محاصره می‌شود. ملکه از برادرش بطلمویس سوم اورگتس درخواست کمک کرده و شاه مصر با عجله برای نجات خواهر خود راهی می‌شود، اما پیش از رسیدن ملکه برنیس توسط مزدوران لائودیک، ملکه سابق، کشته می‌شود. این موضوع آتش جنگ را میان سلوکیان و خاندان بطلمیوسی که از پیش بر سر سوریه و فلسطین مشکل داشتند برافروخت و دورهٔ سوم جنگ‌های سوری آغاز گشت. بطلمیوس که برادر برنیس بود پیروزمندانه تا آنسوی دجله به پیش تاخت. در این زمان سلوکوس در آسیای میانه پناه‌گرفت و با بازگشت بطلمیوس به مصر او دوباره شمال سوریه را بازیافت و استان‌های نزدیک به ایران را به‌دست‌آورد. اما در این هنگام بطلمیوس سوم برای مهار شورشی در سرزمین خودش مجبور به بازگشت به مصر شد.
در این هنگام آنتیوخوس هیراکس برادر کوچکترش در آسیای میانه شورید و مادرش ملکه لائودایک نیز سوی او را گرفتند و سلوکوس دوم به علت اشتغال به نبرد با مصر نتوانست پاسخ دهد. در سال ۲۳۹ پیش از میلاد و پس از صلح تحقیر آمیز با خاندان بطلمیوسی و از دست دادن دمشق و بخش بزرگی از اراضی سلوکیان، سلوکوس دوم بالاخره توانست به شورش برادر پاسخ داده و با او بجنگد اما در نبرد آنکارا از اتحاد هایراکس و آتالوس اول پرگامون شکست سختی خورد و به سختی جان خودش را از میدان نبرد نجات داد.
در گیر و دار جنگ میان سلوکیان و مصر و پس از آن نبرد داخلی بین برادران، در شرق قلمروی وسیع سلوکی پادگان‌های سلوکی باختر به رهبری دیودوتوس یکم شورش کرده و از سلوکیان جدا شدند. پادشاهی یونانی باختر اینگونه متولد شد. همچنین پارتها که به رهبری ارشَک یکم از مدتی قبل شورش خود را آغاز کرده بودند، با مرگ آنتیوخوس دوم تئوس و جنگ سوم سوری موفق شدند پایه‌های قدرت خود را مستحکم سازند. ایشان در پی دراز شدن جنگ داخلی سلوکیان توانستند هیرکانی و کلونی یونانی نشین هکاتومپیولس را نیز به قلمروی خود الحاق نمایند.
سلوکوس دوم در ۲۲۷ پیش از میلاد، یک سال پس از کشته شدن برادرش هایراکس توسط گروهی از دزدان در تراکیه و قبل از حمله به شرق ایران، بر اثر سقوط از اسب درگذشت. سرزمین آشوب زده را برای فرزند خودش اسکندر، که با نام سلوکوس سوم تاجگذاری کرد، به جای گذاشت.